# Rainiera stricta
Rainiera es un género monotípico de plantas herbáceas perteneciente a la familia de las asteráceas. Su única especie: Rainiera stricta, es originaria de Estados Unidos.

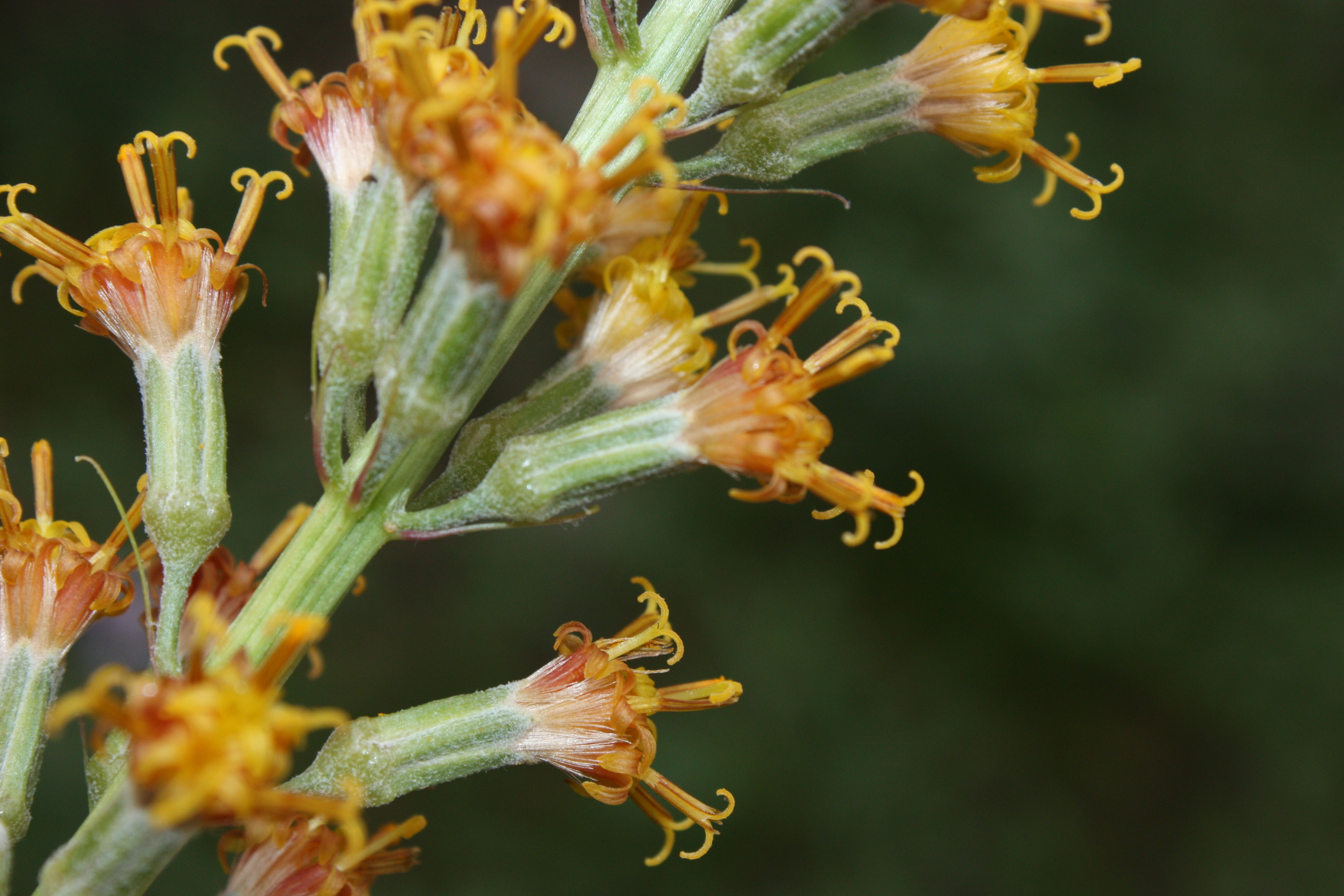
Flores

## Descripción
Es una planta perenne, que alcanza un tamaño de 30-100 cm de altura, (con rizomas y con raíces fibrosas). Tallos generalmente 1, erecto (raramente ramificado). Hojas basales y caulinares;  pecioladas, nervadas palmeadas (± paralelo), oblanceoladas a espatuladas, márgenes enteros o dentados. Capitulescencias discoides, (30-70 +). Los involucros en cornetes a cilíndricos, 3-4 + mm diam. Las corolas generalmente de color amarillo, en raras ocasiones con tintes púrpuras. Vilano persistente, de color blanco con cerdas barbadas (en serie 3-4).

## Taxonomía
Rainiera stricta fue descrita por (Greene) Greene  y publicado en Pittonia 3(18C): 291. 1898.
Sinonimia
- Luina stricta (Greene) B.L.Rob.
- Prenanthes stricta Greene
- Psacalium strictum (Greene) Greene	[4]